# Leon van der Torre
Leendert (Leon) van der Torre (Rotterdam, 18 maart 1968) is een hoogleraar in informatica aan de Universiteit van Luxemburg en hoofd van de Individual and Collective Reasoning (ICR) groep, onderdeel van de Computer Science and Communication (CSC) onderzoeksafdeling. Leon van der Torre is een onderzoeker in deontische logica en multi-agentsystemen, lid van de Ethics Advisory Committee aan de Universiteit van Luxemburg en oprichter van het CSC Robotic research laboratory. Hij is sinds maart 2016 hoofd van de Computer Science and Communication (CSC) onderzoeksafdeling.

## Biografie
Leon van der Torre is geboren in Rotterdam, Nederland. Hij heeft gewoond in Zevenhuizen, waar hij op de basisschool zat, voordat hij later op de middelbare school (vwo) van het Orange-Nassau College in Zoetermeer zat. Tijdens die tijd kocht hij zijn eerste computer, een ZX-81, die hij zelf programmeerde, en hij hield ervan om artikelen te schrijven voor een computertijdschrift. Hij werd ook nationaal jeugdkampioen in bridge.
Leon van der Torre studeerde informatica aan de Erasmus Universiteit Rotterdam aan de Faculteit van Economie, en hij studeerde ook filosofie. Hij had posities aan EURIDIS en de afdeling van informatica waar hij zijn Master of Science (1992) en zijn PhD diploma in informatie verkreeg in 1997 met Yao-Hua Tan. Zijn proefschrift had als onderwerp deontische logica in informatie en de combinatie met nonmonotone logica. Zijn voornaamste onderzoeksonderwerpen zijn logica in Artificial Intelligence and informatica.
Na posities in Duitsland (Max Planck Instituut van informatica in Saarbrücken), Frankrijk (Marie Curie fellow, CNRS-IRIT, Toulouse), en Nederland (CWI Amsterdam, Vrije Universiteit), werd hij in januari 2006 hoogleraar Intelligente Systemen aan de Universiteit van Luxemburg. Op dit moment is hij ook hoofd van de onderzoeksafdeling 'Computer Science and Communication'.

## Onderzoek
Na aan kwalitatieve beslistheorie gewerkt te hebben, richtte Leon van der Torre zich op cognitieve wetenschappen en agenttheorieën. Hij ontwikkelde de BOID agent-architectuur (met collega's van de Vrije Universiteit), startte het onderzoeksgebied van input-/outputlogica (met David Makinson), en de spel theoretische benadering tot normatieve multi-agentsystemen (met Guido Boella van de Universiteit Turin). Hij startte de workshop over coördinatie en organisatie (CoOrg), over interdisciplinaire perspectieven op rollen (ROLES), en over normatieve multi-agentsystemen (NORMAS). In 2015 werd hij tot ECCAI Fellow benoemd. De publicaties van Leon van der Torre worden internationaal geciteerd.
Leon van der Torre is daarnaast editor van het deontische-logica-gebied van de Journal of Logic and Computation, lid van de editorial boards van de Logic Journal of the IGPL en de IfCoLog Journal of Logics and their Applications, chair van de DEON-stuurgroep, lid van het CLIMA-stuurgroep, en een editor van de Handboeken over Deontische Logica and Normatieve Systemen, met overige handboeken in voorbereiding.

## Persoonlijk leven
Leon van der Torre is sinds 2000 getrouwd en heeft twee zoons.
- Association for Computing Machinery: 81100400186
- DBLP: t/LeendertWNvanderTorre
- Gemeinsame Normdatei: 1089231806
- International Standard Name Identifier: 0000 0000 4376 0668
- Mathematics Genealogy Project: 251585
- Nationale Bibliotheek van Tsjechië: mub20221138206
- Nationale Bibliotheek van Israël: 987007422554705171
- Nederlandse Thesaurus van Auteursnamen: 156333538
- ORCID: 0000-0003-4330-3717
- Système universitaire de documentation: 181815621
- Virtual International Authority File: 2146937682013830182